# Coupe de la Paix et de l'Amitié
La Coupe de la Paix et de l'Amitié (ou Peace and Friendship Cup), était un championnat automobile de rallye organisé annuellement en Europe de l'Est.

## Histoire
La Coupe de l'Amitié des Pays Socialistes (ou Friendship of Socialist Countries Cup) a été créée en 1963 par le Motorsport Union of Poland, pour des courses de monoplaces.
Elle accueillit la première année des équipages de Pologne, de Hongrie, et d'Allemagne de l'Est, puis d'autres suivirent de Bulgarie (1964), de Tchécoslovaquie (1965), d'URSS (1966), et de Roumanie (milieu des années 1970). L'engagement privé n'était pas autorisé : seul était retenu celui des nations.
Au fil des ans, d'autres coupes furent disputées dans d'autres disciplines des sports mécaniques : karting en 1966, rallyes en 1972, touring car (circuits fermés) en 1973, motocyclisme (circuits fermés) en 1978, enduro en 1978, speedway (moto) en 1979, trial en 1983, autocross en 1984, et motocross en 1985.
Dans la discipline des rallyes, la compétition concerna d'emblée les seuls équipages. Elle a perduré 18 ans sans interruption.
En 1990, pour leur dernière année d'existence, ces coupes furent ouvertes aux pays scandinaves (sur des voitures britanniques en monoplaces), et renommées Peace and Friendship Cup.
Le Polonais Blazej Krupa (le premier) et les quatre Tchèques Václav Blahna, Jan Trajbold, Svatopluk Kvaizar, et Pavel Sibera ont remporté la coupe rallye à 2 reprises.

## Palmarès en rallyes
| Année | Vainqueur(s)                  | Voiture(s)                              |
| ----- | ----------------------------- | --------------------------------------- |
| 1989  | Vaclav Arazim                 | Škoda 130 LR                            |
| 1988  | Pavel Sibera                  | Škoda 130 LR                            |
| 1987  | Pavel Sibera                  | Škoda 130 LR                            |
| 1986  | Vallo Soots                   | Lada (Vaz) 2105 VFTS                    |
| 1985  | Svatopluk Kvaizar             | Škoda 130 LR                            |
| 1984  | Andrzej Koper                 | Renault 5 Alpine                        |
| 1983  | Svatopluk Kvaizar             | Škoda 130 RS                            |
| 1982  | Vello Yunpuu                  | Lada 1600 (Vaz 21011)                   |
| 1981  | Jan Trajbold                  | Škoda 130 RS                            |
| 1980  | Václav Blahna                 | Škoda 130 RS                            |
| 1979  | Jan Trajbold                  | Škoda 130 RS                            |
| 1978  | Jiří Šedivý                   | Škoda 130 RS                            |
| 1977  | Václav Blahna                 | Škoda 130 RS                            |
| 1976  | Ilja Czubrikov / Blazej Krupa | Renault 17 Gordini / Renault 17 Gordini |
| 1975  | Blazej Krupa                  | Renault 17 Gordini                      |
| 1974  | Maciej Stawowiak              | Polski Fiat 125p                        |
| 1973  | Jordan Toplodolski            | Renault 12 Gordini                      |
| 1972  | Egon Culmbacher               | Wartburg 353                            |

## Remarques
- En 1975, Ilja Czubrikov finit second de la compétition sur Renault 12 Gordini, et son frère Kolio 6e sur le même modèle. Le Hongrois Attila Ferjáncz fut 8e sur Alpine-Renault A110 ;
- En 1974 Ilja Czubrikov termina 3e sur Renault 12 Gordini ;
- En 1973, Attila Ferjancz finit 5e et Ilja Czubrikov 6e, tous deux sur Renault 12 Gordini ;
- En 1981 Attila Ferjancz termina 3e sur Renault 5 Turbo ;
- L'actuel estonien Vello Õunpuu (Vello Yunpuu) a fini 2e en 1981, sur Lada 1600 (Vaz 21011) ;
- Vallo Soots est aussi Estonien ;
- Les pilotes tchèques et la marque Škoda ont remporté plus de la moitié des éditions.